# Olonets

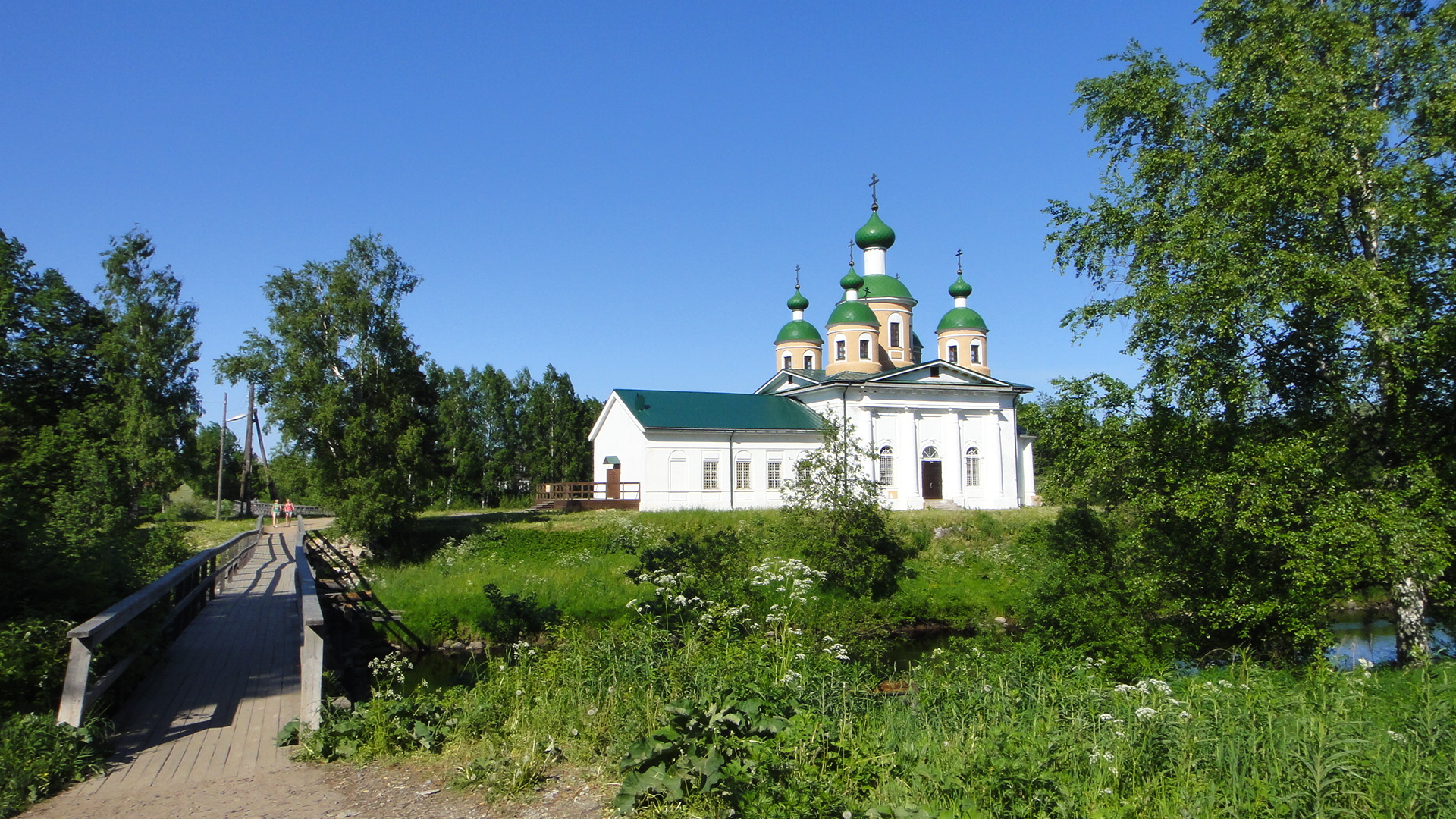
Igreja de Smolensk.

Olonets (em russo:  Оло́нец; em carélio:  Aunus, Anuksenlinnu; em finlandês:  Aunus, Aunuksenlinna or Aunuksenkaupunki) é uma cidade e o centro administrativo do distrito de Olonetsky, na República da Carélia, na Rússia, localizado no rio Olonka, a leste, a partir do lago Ladoga. População: 9.056 (Censo de 2010); 10.240 (Censo de 2002); 11.888 (Censo de 1989).